# Festival interceltique de Lorient 1987
La 17e édition du Festival interceltique de Lorient, qui se déroule du 7 au 16 août 1987, est un festival réunissant des artistes (musiciens, chanteurs, danseurs, etc.) venus de Bretagne, Irlande, Écosse, Galice, pays de Galles, Asturies, Cornouailles et île de Man.
Parmi les artistes présents, on compte notamment Dan Ar Braz et Fairport Convention, The Pogues, Tri Yann, Steeleye Span, Gwerz, Capercaillie et un spectacle de Roland Becker.

## Manifestations
Le festival compte 170 manifestations. Chaque jour ont lieu de nombreuses activités culturelles, mais aussi sportives ou culinaires, dans différents lieux de la ville.

### Parc du Moustoir
La finale du Championnat national des bagadoù est remporté le 8 août par le Bagad Bleimor. Elle est suivie de la Grande Nuit des Cornemuses.
Le 9 août, le « Festival des danses de Bretagne » réunit 1500 danseurs. Le « Triomphe des Pipe Bands » se déroule le 12 et le « Championnat interceltique des sports traditionnels et la finale du Tournoi international des luttes celtiques » ont lieu le 16 août.

### Halle du Moustoir - Salle omnisports
Dan Ar Braz et Fairport Convention y donnent un concert le 8 août, suivis de Tri Yann le lendemain.
Louis Capart, Gilles Servat et Roger Gicquel s'y produisent le 11. The Pogues sont en concert le 13. 
Le 12 est créé « Le Peuple de la nuit », un oratorio de James Moreau sur un livret de Pierre-Jakez Hélias.
Le 16, le concert « Pleins Feux sur le Folk » réuni Steeleye Span, Capercaillie et Gwerz.
On compte également les spectacles « Prestige des cornemuses », « Grande Nuit du Festival », « Grande Nuit de la Galice et des Asturies » et « Danses du Monde Celte », qui se déroulent respectivement les 10, 14, 15 et 16 août

### Palais des Congrès
Le 9 août ont lieu le 8e Trophée Macallan de cornemuses et le 2e Trophée Macallan de Gaïtas. Ce dernier est remporté par l'Asturien Vicente Prado (es).
Itinéraire bis, une création de Roland Becker et Emmanuel Bergot, est jouée le lendemain. Yvon Etienne et Lucien Gourong présentent « Vous avez dit, Celtes ! » le 15 août.
Les soirées « Nuit du Folk irlandais », « Musiques au centre », « Folk Celtique d'Ailleurs » et « Nuit du Folk écossais » se déroulent respectivement les 8, 12, 13 et 14 août. 
Chaque soir a lieu un fest-noz avec des groupes et des couples de sonneurs comme Amzer Zo, Daniel Miniou et Jean Sohier, Philippe Janvier et Jean-Luc Le Moign ou Les Filles du bourg de Teillé. On y trouve aussi un atelier de broderie, dentelle et perlage.

### Forum des Arts, place Auguste Nayel
L'exposition « Art et artisanat d'art des pays celtes » présente, durant toute la durée du festival, le travail de plus de 250 peintres, graveurs, sculpteurs, potiers, tisserands, etc. issus des sept pays celtes. Une exposition de lutherie est aussi proposée.
Une « Journée des dessinateurs et de la BD » et une « Journée des écrivains bretons » sont organisées. Les auteurs présents, dont Lidwine, y dédicacent leurs ouvrages.
On peut également y voir les soirées « Fiddles des Highlands », « L'Archetype », « Solistes d'Ecosse », « Soirée des Espoirs » et « Les Cornemuses d'Irlande ». Elles sont précédées de nombreux concerts quotidiens de groupes comme Brath (gl) (Galice), Sibin (Irlande), Black Eyed Biddy (Ecosse) ou Pencerdd (Pays de Galles).

### Places et rues de la ville
La « Grande parade des nations celtes », procession des bagadoù, cercles celtiques et autres délégations venues d'Ecosse, d'Irlande, de Galice, du pays de Galles, de l'Île de Man et de Cornouailles, a lieu le 9 août. Le même jour se tient le « Triomphe des Sonneurs ». Les « Athlètes des pays celtes » défilent le 16. D'autres parades ont lieu chaque jour dans différents endroits, avec notamment le Bagad de Lann Bihoué, le Bagad Sonerien An Oriant et de nombreux pipe bands.
Une représentation des attelages du Haras d'Hennebont se déroule place Alsace-Lorraine le 13 août et les chevaux montés et attelés défilent avenue Anatole France le 15.
Le Trophée Guinness de batterie se tient Parc Jules-Ferry le 10 août. Alain Le Goff y présente chaque jour Un conteur dans la ville.
Une « Grande Poissonnade » et un Fest-Noz Vras se déroulent place de l'Hôtel de ville. Une « Cotriade monstre » se tient sous la criée du port de pêche avec, entre autres, les groupes Sibin, Dealga et Djiboudjep. Chaque jour, Le Pub accueille place Jules Ferry des concerts d'artistes divers, dont Skolvan.
Pour clore le festival, la « Grande Nuit du Port de Pêche », avenue de la Perrière, dure jusqu'au petit matin.

### Autres
Une messe solennelle en breton est célébrée dans l'Église Saint-Louis le dimanche 9 août. La formation Le Salon de Madame Victoire y joue un concert de musique baroque le 13.
Des représentations de café-théâtre ont lieu Salle Courbet - Foyer du Jeune Travailleur. Un concert est donné à la gare SNCF le 13 août. Une initiation aux danses de Bretagne et des pays celtes se déroule tous les jours à la Salle Carnot.
L'Université populaire bretonne d'été (UPBE), dispense des cours sur « La langue bretonne », « L'Archéologie » et « La Bretagne aux XVIe et XVIIe siècles ». Une série de conférences est données à la Chambre de commerce, ainsi qu'un récital de pibroch et une exposition « 60 ans de la vie du Port de Pêche - souvenirs de Keroman ».
Le Festival du Cinéma et des Télévisions celtiques se tient au cinéma le Royal 2. Une bourse d'échange et vente de minéralogie est présentée à l'Ecole maternelle de Nouvelle-Ville, et de timbres, monnaies et cartes postales à l'Ecole de Merville. On compte aussi des expositions « Costume breton et des pays celtiques », « Jeux traditionnels de Bretagne ».
Côté sports et jeux, le festival organise des tournois de lutte cornouaillaise et de lutte du Cumberland et d'Ecosse au Jardin du Faouëdic, un tournoi interceltique de golf au Golf Club de Saint-Laurent Ploemel, un Concours hippique international au Parc du Bois du château et le 4e tournoi Open international d'échecs. Le départ de la course cycliste Tro ar Mor Bihan a lieu place de l'Hôtel de Ville. Un concours de boule bretonne se déroule au pont d'Oradour le 03 août, et un concours de pétanque en doublettes est disputé sur toute la durée du festival.

## Documents vidéo
- « Festival interceltique », reportage de Rennes soir du 11 août 1987 sur France 3 Régions, sur le site de l'Ina - durée : 2 min 46 s.
- « 1987 Kevrenn Alre Lorient Partie1.mpg », film amateur sur YouTube - durée : 9 min 58 s.
- « 1987 Kevrenn Alre Lorient Partie2.mpg », film amateur sur YouTube - durée : 7 min 36 s.
- « 1987 Bagad Bleimor Lorient Partie1.mpg », film amateur sur YouTube - durée : 10 min 02 s.
- « 1987 Bagad Bleimor Lorient Partie2.mpg », film amateur sur YouTube - durée : 9 min 01 s.